# Metro Broadcast Corporation Limited
Metro Broadcast Corporation Limited is een van de drie Hongkongse radio-omroepen. Metro Broadcast is commercieel en is in juli 1991 opgericht. Cheung Kong (Holdings) Limited en Hutchison Whampoa Limited zijn de eigenaar ervan.

## Radiozenders
- Metro Finance (FM104)
- Metro Showbiz (FM99.7)
- Metro Plus (AM 1044)